# Der träumende Mund (1953)
Der träumende Mund ist ein Filmdrama des ungarischen Regisseurs Josef von Báky aus dem Jahr 1953. In der Hauptrolle verkörpert Maria Schell die Frau des Konzertmeisters Peter Merk, die sich einer ausweglosen Situation ausgesetzt sieht und in Erwägung zieht, sich das Leben zu nehmen.

## Handlung
Elisabeth, eine junge, attraktive Frau, ist mit dem Konzertmeister Peter Merk verheiratet. Sie ist in ihrer Ehe eigentlich glücklich, dennoch verliebt sie sich in den Geiger Michael Lanson. Sie kennt ihn nicht nur von den Konzerten, er war auch ein Jugendfreund von ihrem Mann Peter.
Ihr erster Gedanke war eigentlich, sich von Peter scheiden zu lassen und eine Beziehung mit Michael einzugehen. Diesen Gedanken verwirft sie jedoch, als Peter schwer krank wird. Sie entscheidet, ihn in dieser Situation nicht alleine zu lassen.
Zunächst ist der Fall für sie erledigt, sie kümmert sich um ihren Mann und bemüht sich, Michael aus ihrem Gedächtnis zu verbannen. Dies gelingt ihr auch zunächst. Als sie jedoch Michael erneut trifft, lebt die Liebe an ihn in ihr wieder auf. Elisabeth ist verzweifelt: Sie weiß nicht, wie sie aus dieser Situation kommen kann, ohne einerseits ihren Mann im Stich zu lassen und andererseits die Liebe zu Michael verdrängen zu können. Es kommt aber zu einem Happy End, in der Elisabeth mit ihrem Mann Peter wieder eine harmonische Beziehung führt.

## Sonstiges
Das Filmdrama basiert auf dem gleichnamigen Film aus dem Jahr 1932 des österreichisch-ungarischen Filmregisseurs Paul Czinner und des österreichischen Drehbuchautors Carl Mayer, der wiederum auf dem Theaterstück Mélo des französischen Theaterautors Henri Bernstein basiert.

## Produktionsnotizen
Der träumende Mund wurde im Studio Hamburg-Wandsbek produziert. Die Außenaufnahmen entstanden in Hamburg und Umgebung.
Der Film kam am 29. August 1953 in Stuttgart erstmals in die deutschen Kinos. Weitere Erscheinungstermine (im Ausland) waren der 12. August 1953 in Dänemark, der 13. August 1954 in der DDR, der 3. September 1954 in Finnland, 15. Juli 1955 in Portugal, der 9. Januar 1956 in Schweden, der 12. Februar 1956 in Frankreich und der 31. Oktober 1958 in den USA (New York).

## Auszeichnungen
- Prädikat wertvoll der FBL